# Alberto David
Alberto David (Milán, 26 de marzo de 1970) es un jugador de ajedrez italo-luxemburgués que tiene el título de Gran Maestro. David se trasladó con su familia a Luxemburgo a los cinco años y adquirió la nacionalidad luxemburguesa. En 2012 retornó a Italia y obtuvo también la nacionalidad italiana, y desde julio de ese mismo año representa oficialmente a Italia en las competiciones. En el ranking de la Federación Internacional de Ajedrez (FIDE) de julio de 2016, tenía un Elo de 2572 puntos, lo que le convertía en el jugador número 2 (en activo) de Italia. Su máximo Elo fue de 2631 puntos en la lista de mayo de 2010 (posición 123 en el ranking mundial).

## Resultados destacados en competición
En 1999 David ganó el torneo de Vlissingen. Cuatro años más tarde, en 2003, ganó el primer torneo de Grandes Maestros NAO Chess Club en París y en 2012 se proclamó en Turín campeón de Italia. En 2015 quedó segundo en el mismo campeonato, con 7 puntos de 12, los mismos que Danyyil Dvirnyy y Axel Rombaldoni. En el desempate David fue derrotado por Dvirnyy en una partida a armagedón. Por otra parte, Alberto David ha participado, representando a Luxemburgo, en seis Olimpiadas de ajedrez (1994, 1996, 1998, 2000, 2002 y 2006), siempre jugando como primer tablero. En la Olimpiada de 2002 ganó una medalla de plata individual con una puntuación del 84,6% en el primer tablero (+10 -1 =2). En 2003 ganó la medalla de oro individual por su actuación en el primer tablero en el Campeonato de Europa de ajedrez por equipos celebrado en Plovdiv.